# ضغط التصادم
في ديناميات الموائع القابلة للانضغاط، يكون ضغط التصادم هو الفرق بين الضغط الكلي (المعروف أيضًا باسم ضغط الخليل أو ضغط الركود) والضغط الثابت. في علم الديناميكا الهوائية، يُشار إلى هذه الكمية باسم {\displaystyle q_{c}} أو {\displaystyle Q_{c}}.
يستخدم بعض المؤلفين في مجال التدفقات المضغوطة مصطلح الضغط الديناميكي أو الضغط الديناميكي القابل للضغط بدلاً من ضغط التصادم.

## تدفق الخواص
في التدفق المتساوي، يتم إعطاء نسبة الضغط الكلي إلى الضغط الثابت بواسطة:
{\displaystyle {\frac {P_{t}}{P}}=\left(1+{\frac {\gamma -1}{2}}M^{2}\right)^{\tfrac {\gamma }{\gamma -1}}}
حيث:
{\displaystyle P_{t}} هو الضغط الكلي
{\displaystyle P} هو الضغط الثابت
{\displaystyle \gamma \;} هي نسبة السعة الحرارية
{\displaystyle M\;} هو رقم ماخ
مع الأخذ {\displaystyle \gamma \;} يكون 1.4 ، وحين {\displaystyle \;P_{t}=P+q_{c}}
{\displaystyle \;q_{c}=P\left[\left(1+0.2M^{2}\right)^{\tfrac {7}{2}}-1\right]}
التعبير عن الضغط الديناميكي غير القابل للضغط كـ {\displaystyle \;{\tfrac {1}{2}}\gamma PM^{2}} والتوسع في سلسلة ذات الحدين يعطي:
{\displaystyle \;q_{c}=q\left(1+{\frac {M^{2}}{4}}+{\frac {M^{4}}{40}}+{\frac {M^{6}}{1600}}...\right)\;}
حيث:
{\displaystyle \;q} هو الضغط الديناميكي